# Carrion
A CARRION egy 2020-as metroidvania-stílusú horror videójáték, amelyben a játékos egy borzalmas, csápos szörnyet irányít, amely elszabadul egy kutatóállomáson és rettenetes vérengzést rendez.

## Fejlesztése
2017-ben kezdett rajta dolgozni a varsói indie Phobia Game Studio. 2020. július 23-án jelent meg Windows PC-re, Nintendo Switchre és Xbox One-ra, kiadója a Devolver Digital.

## Cselekménye
A szörnyet tudósok fogták el, és egy trópusi, földalatti kutatóállomás mélyén tartják fogva, miközben barbár kísérleteket végeznek rajta. Egy szép napon a szörny kiszabadul az elzártságból, és elkezd csúszni-mászni a hatalmas létesítmény folyosóin, termein, szellőzőcsatornáin és vízalatti részein keresztül, remélve hogy eléri a kijáratot és következésképp a szabadságot. Csápjaival tudja kinyitni az ajtókat és megragadni az embereket, és új képességekre tesz szert az útközben felfedezett, kísérleti eredményeket tartalmazó tartályok feltörésével. Az ellenfelek is fejlődnek: míg az elején a szörny csak szerencsétlen tudósokkal és karbantartókkal találkozik, akik üvöltve próbálnak hasztalanul menekülni, később őrök, katonák, drónok, robotok kezdenek vadászni rá. A különböző ellenfelek eltérő taktikákat igényelnek, a szörny pedig képes megváltoztatni struktúráját, hogy legyőzhesse a fenyegetéseket és széttépje az embereket, továbbá hogy átjusson a következő helyszínre.

## Játékmenet
Pixelgrafikás, oldalnézetes akciójáték. A bal egérgomb mozgatja a szörnyet, a jobb pedig a csápokat. Az amorf szörny igen gyorsan halad, bárhova fel tud mászni és bármilyen felületre rá tud tapadni (akár a mennyezetre is), így nem kell létrákat használni vagy platformok között ugrálni. A csápok meg tudják ragadni az embereket és a tárgyakat, sőt meg tudják fertőzni és így az akaratuk alá vonni a katonákat. Az emberek elfogyasztása növeli a szörny energiáját és méretét (ha az nincs a maximumon). A vérengzés mellett különböző, könnyű feladatokat kell megoldani (ajtók kinyitása, liftek hívása, lézerek és aknák elkerülése, helyek megfertőzése), hogy átjussunk új helyszínekre, bár ez egy idő után repetitív lesz. Térkép nincs, de a kis területekre való felosztás miatt nem igazán lehet eltévedni.

## Fogadtatása
A Metacritic oldalán a kritikusok 100-ból 75, a játékosok 10-ből 7,8 pontra értékelték.